# Eusterinx permiranda
Eusterinx permiranda là một loài tò vò trong họ Ichneumonidae.